# Wojtkowice-Dady
Wojtkowice-Dady – wieś w Polsce położona w województwie podlaskim, w powiecie wysokomazowieckim, w gminie Ciechanowiec.
Zaścianek szlachecki Dady należący do okolicy zaściankowej Wojtokowice położony był w drugiej połowie XVII wieku w ziemi drohickiej województwa podlaskiego. W latach 1975–1998 miejscowość administracyjnie należała do województwa łomżyńskiego.
Wierni kościoła rzymskokatolickiego należą do parafii Trójcy Przenajświętszej w Ciechanowcu.

## Historia
Założone nad Nurcem prawym dopływem Bugu. W I Rzeczypospolitej należały do ziemi drohickiej w województwie podlaskim.
Pod koniec wieku XIX wieś i osada w powiecie bielskim, gubernia grodzieńska, gmina Skórzec. W osadzie użytki rolne o powierzchni 70 dziesięcin, w tym 11 łąk i pastwisk, 5 lasu i 2 dziesięciny nieużytków. Nad Pełchówką młyn.
W roku 1921 naliczono tu 22 budynki z przeznaczeniem mieszkalnym i 1 inny zamieszkały oraz 126 mieszkańców (62 mężczyzn i 64 kobiety). Wszyscy zadeklarowali narodowość polską. Wyznanie rzymskokatolickie zgłosiło 125 osób, a prawosławne 1.